# Планинарски дом Змајевац
Планинарски дом Змајевац се налази у источном делу Фрушке горе, у близини видиковца Змајевац. Недалеко од дома је раскрсница путева Раковац—Врдник и Иришки Венац—Црвени чот. Власништво је ПСД Змајевац из Врдника.
Дом има приземље и поткровље. У приземљу је кухиња, трпезарија и велика покривена тераса и две мање собе. У поткровљу су још седам двокреветних соба, са укупним капацитетом 18 лежајева. У трпезарији се налази велики камин. Поред дома је велики амфитеатар са око 800 места погодан за разне приредбе.
Дом ради као угоститељски објекат и стално је отворен.